# Liste der Biografien/Up
Liste der Biografien |
Portal Biografien |
Personensuche
# |
A |
B |
C |
D |
E |
F |
G |
H |
I |
J |
K |
L |
M |
N |
O |
P |
Q |
R |
S |
T |
U |
V |
W |
X |
Y |
Z |
?
 
Ua |
Ub |
Uc |
Ud |
Ue |
Uf |
Ug |
Uh |
Ui |
Uj |
Uk |
Ul |
Um |
Un |
Uo |
Up |
Uq |
Ur |
Us |
Ut |
Uu |
Uv |
Uw |
Ux |
Uy |
Uz
Die Liste der Biografien führt alle Personen auf, die in der deutschsprachigen Wikipedia einen Artikel haben. Dieses ist eine Teilliste mit 117 Einträgen von Personen, deren Namen mit den Buchstaben „Up“ beginnt.

## Up

### Upa
- Upadhyay, Hema (1972–2015), indische Künstlerin, die mit Fotografie und Installation arbeitete
- Upadhyaya, Shailendra Kumar (1929–2011), nepalesischer Politiker
- Upadhyaya, Vijay (* 1966), indischer Chorleiter, Dirigent und Komponist
- Upadit Pachariyangkun (1920–2012), thailändischer Politiker und Diplomat
- Upali, buddhistischer Mönch
- Upamecano, Dayot (* 1998), französischer FußballspielerDayot Upamecano (* 1998)

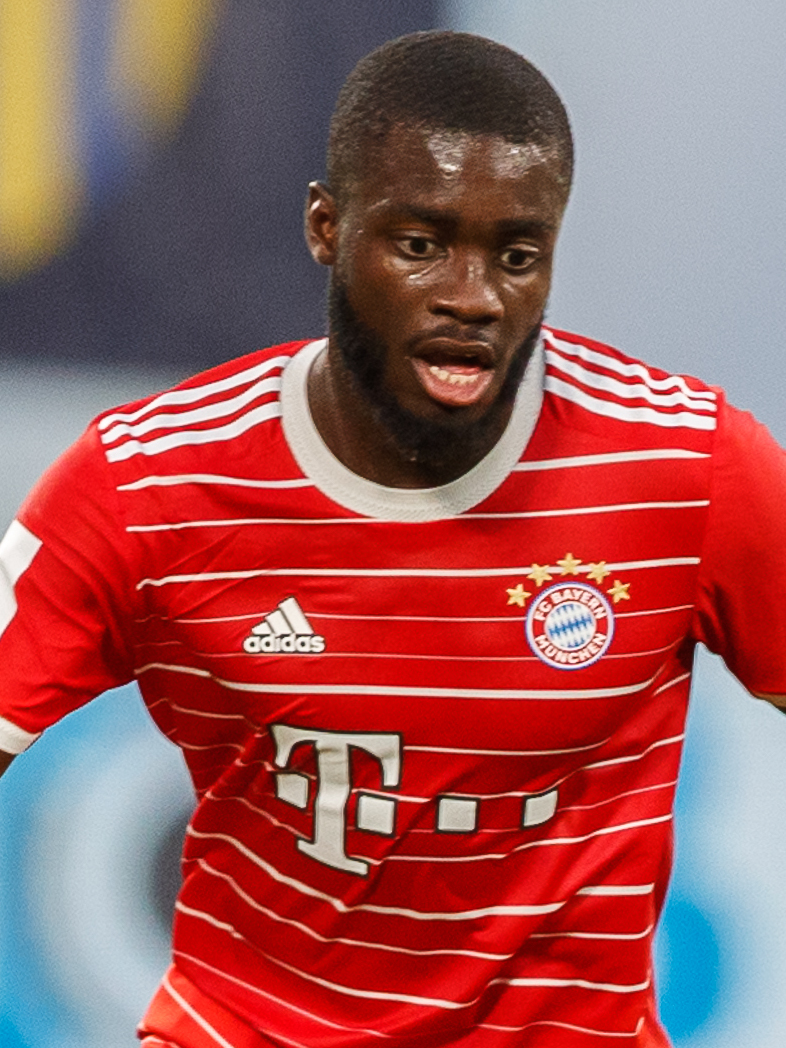
Dayot Upamecano (* 1998)

- Upatnieks, Gunars (* 1983), lettischer Kontrabassspieler
- Upatnieks, Juris (* 1936), lettisch-US-amerikanischer Physiker
- Upayuvaraja I. (1597–1622), König des Reiches Lan Xang im heutigen Laos

### Upc
- Upchurch (* 1991), US-amerikanischer Countryrapper
- Upchurch, Greg (* 1971), US-amerikanischer Schlagzeuger
- Upchurch, Paul (* 1967), britischer Paläontologe
- Upchurch, Phil (* 1941), US-amerikanischer Jazzgitarrist
- Upchurch, Rick (* 1952), US-amerikanischer American-Football-Spieler

### Upd
- Updale, Eleanor (* 1953), englische Autorin
- Updegraff, Allan Eugene (1883–1965), US-amerikanischer Schriftsteller, Dichter und Journalist
- Updegraff, Jonathan T. (1822–1882), US-amerikanischer Politiker (Republikanische Partei)
- Updegraff, Thomas (1834–1910), US-amerikanischer Politiker
- Updike, Isaac (* 1992), US-amerikanischer Hindernisläufer
- Updike, John (1932–2009), US-amerikanischer SchriftstellerJohn Updike (1932–2009)

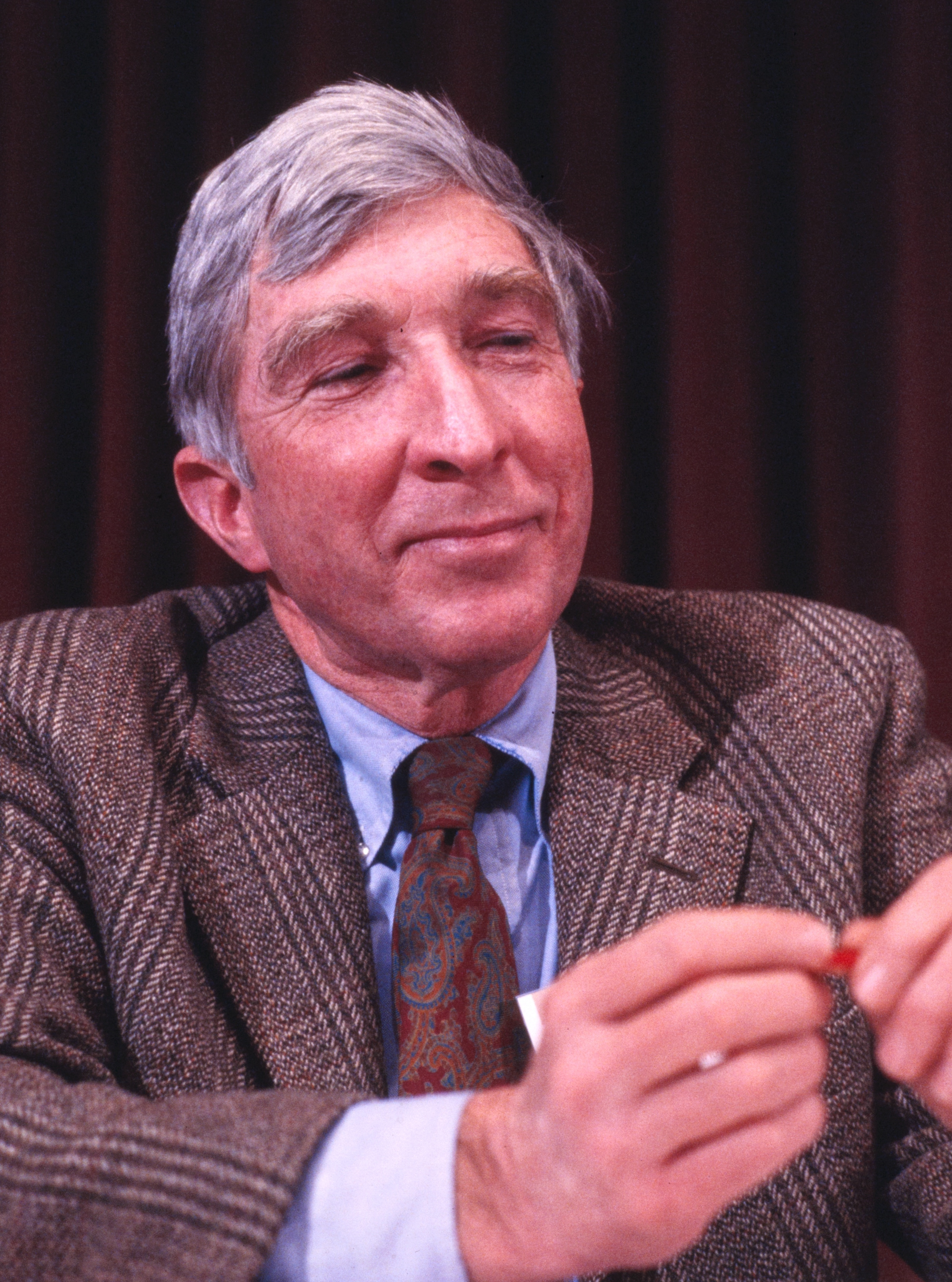
John Updike (1932–2009)

- Updike, Ralph E. (1894–1953), US-amerikanischer Politiker

### Upe
- Upenieks, Gundars (* 1971), lettischer Biathlet
- Upenieks, Kārlis (1914–1945), lettischer Fußballspieler und -trainer
- Uperi, König von Dilmun (um 710 v. Chr.)

### Upf
- Upfal, Eli (* 1954), israelischer Informatiker
- Upfield, Arthur W. (1890–1964), britisch-australischer Krimi-Schriftsteller

### Uph
- Uphagen, Johann (1731–1802), deutscher Reeder, Kaufmann und bibliophiler Sammler
- Upham, Charles Hazlitt (1908–1994), neuseeländischer Soldat, zweifacher Träger des Victoria-Kreuzes
- Upham, Charles Wentworth (1802–1875), US-amerikanischer Politiker
- Upham, George B. (1768–1848), US-amerikanischer Politiker
- Upham, Jabez (1764–1811), US-amerikanischer Politiker
- Upham, John S. junior (1907–1993), US-amerikanischer Offizier, Generalleutnant der US Army
- Upham, Misty (1982–2014), US-amerikanische Schauspielerin
- Upham, Nathaniel (1774–1829), US-amerikanischer Politiker
- Upham, Warren (1850–1934), US-amerikanischer Geologe, Botaniker und Historiker
- Upham, William (1792–1853), US-amerikanischer Politiker (Whig Party)
- Upham, William H. (1841–1924), US-amerikanischer Politiker
- Uphaus-Wehmeier, Annette (* 1955), deutsche Kommunikationswissenschaftlerin und Hochschullehrerin
- Uphill, Dennis (1931–2007), englischer Fußballspieler
- Uphoff, Benjamin (* 1993), deutscher FußballspielerBenjamin Uphoff (* 1993)

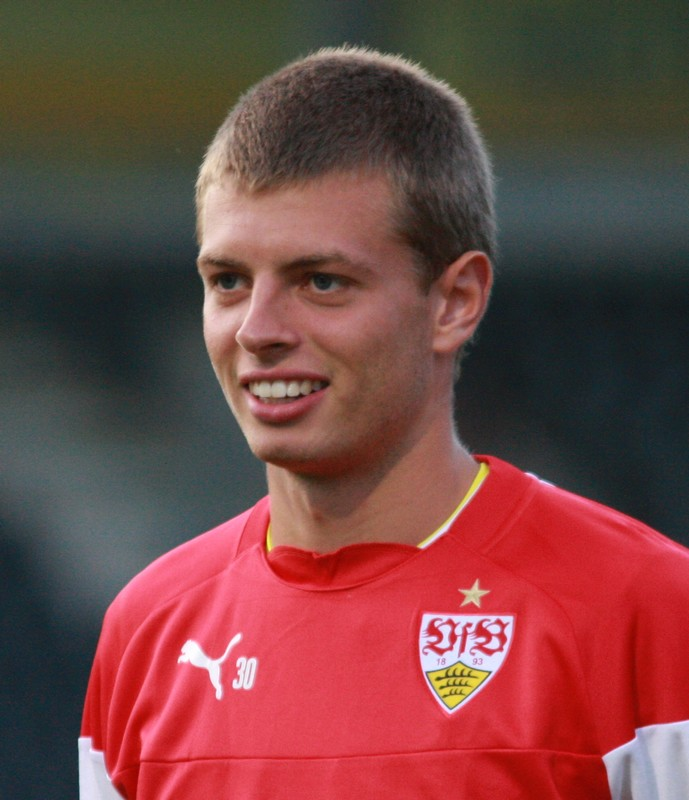
Benjamin Uphoff (* 1993)

- Uphoff, Carl Emil (1885–1971), deutscher Maler
- Uphoff, Fritz (1890–1966), deutscher Maler
- Uphoff, Nicole (* 1967), deutsche Dressurreiterin
- Uphoff, Norman T. (* 1940), US-amerikanischer Sozialwissenschaftler
- Uphoff, Tjorben (* 1994), deutscher Fußballspieler
- Uphues, Jan (* 1987), deutscher Fußballfunktionär
- Uphues, Joseph (1850–1911), deutscher Bildhauer
- Uphues, Karl Goswin (1841–1916), deutscher Philosoph

### Upi
- Upilio, Christoph († 1645), Stadtphysikus in Bad Neustadt an der Saale
- Upilio, Wilhelm († 1594), Arzt und Professor für Medizin
- Upington, Thomas (1844–1898), Politiker und Premierminister der Kapkolonie
- Upīte, Anda (* 2000), lettische Rennrodlerin
- Upīts, Andrejs (1877–1970), lettischer Schriftsteller

### Upj
- Upjohn, Gerald, Baron Upjohn (1903–1971), britischer Jurist und Brigadegeneral
- Upjohn, Richard (1802–1878), US-amerikanischer Architekt

### Upl
- Upledger, John E. (1932–2012), US-amerikanischer Alternativmediziner
- Uplegger, Arne (* 1998), deutscher Eishockeyspieler
- Uplegger, Susann (* 1971), deutsche SchauspielerinSusann Uplegger (* 1971)

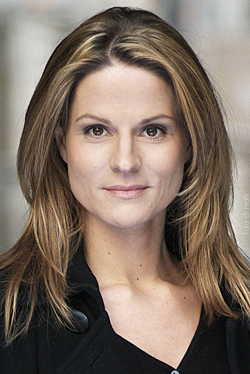
Susann Uplegger (* 1971)

### Upm
- Upmann, Hermann (1902–1944), deutscher NSDAP-Funktionär
- Upmann, Hermann Dietrich (1816–1894), deutscher Bankier, Kaufmann und Zigarrenhersteller in Kuba und Deutschland
- Upmann, Julius (1838–1900), deutscher Chemiker und Sprengstoffexperte
- Upmann, Oliver (* 1988), deutscher Judoka
- Upmark, Gustaf der Ältere (1844–1900), schwedischer Kunsthistoriker
- Upmark, Gustaf der Jüngere (1875–1928), schwedischer Kunsthistoriker
- Upmeier, Ursula (* 1927), deutsche Textdichterin
- Upmeier, Werner (* 1944), deutscher Unternehmer
- Upmeyer, Bernd (* 1973), deutscher Architekt und Urbanist
- Upmeyer, Joachim (1914–1987), deutscher Politiker (CDU)
- Upmeyer, Walter (1876–1961), deutscher Musiker, Musikwissenschaftler und Musiksammler

### Upn
- Upnmoor, Bernd (* 1940), deutscher Filmemacher, Schauspieler und Kameramann

### Upp
- Uppalavannā, Anhänger von Buddha
- Uppenborn, Friedrich (1859–1907), deutscher Elektrotechniker
- Uppenborn, Wilhelm (1904–1988), deutscher Diplom-Landwirt, Autor und preußischer Landstallmeister
- Uppenbrink, Martin (1934–2008), deutscher Hochschullehrer, Präsident des Bundesamtes für Naturschutz
- Uppendahl, Herbert (1944–1989), deutscher Politikwissenschaftler
- Uppenkamp, Felix (1881–1960), deutscher katholischer Priester und Propst
- Uppenkamp, Reinhard (* 1950), deutscher Manager
- Uppenkamp, Theo (1923–2002), deutscher Fußballspieler
- Upper, Dmitri (* 1978), kasachischer Eishockeyspieler
- Upperton, Helen (* 1979), kanadische Bobpilotin

### Upr
- Üpraus, Oskar (1898–1968), estnischer Fußballnationalspieler
- Uprichard, Norman (1928–2011), nordirischer Fußballtorhüter

### Ups
- Upshall, Scottie (* 1983), kanadischer Eishockeyspieler
- Upshaw, Courtney (* 1989), US-amerikanischer American-Football-Spieler
- Upshaw, Dawn (* 1960), US-amerikanische Opernsängerin (Sopran)
- Upshaw, Gene (1945–2008), US-amerikanischer American-Football-Spieler und -Funktionär
- Upshaw, Grace (* 1975), US-amerikanische Leichtathletin
- Upshaw, Orin (1874–1937), US-amerikanischer Tauzieher
- Upshaw, Reggie (* 1995), US-amerikanischer Basketballspieler
- Upshaw, William D. (1866–1952), US-amerikanischer Politiker
- Upshur, Abel P. (1790–1844), US-amerikanischer Jurist, Politiker (Whig Party) und Außenminister
- Upson, Charles (1821–1885), US-amerikanischer Politiker
- Upson, Christopher C. (1829–1902), US-amerikanischer Politiker
- Upson, Kaari (1970–2021), US-amerikanische Künstlerin
- Upson, Matthew (* 1979), englischer Fußballspieler
- Upson, Walter Lyman (1877–1974), US-amerikanischer Elektroingenieur
- Upson, William H. (1823–1910), US-amerikanischer Jurist und Politiker
- Upston, Louise (* 1971), neuseeländische Politikerin der New Zealand National Party

### Upt
- Uptmoor, Franz (1897–1978), deutscher römisch-katholischer Pfarrer
- Uptmoor, Luzie (1899–1984), deutsche Malerin
- Upton, Arthur (* 1861), belgischer Wasserballer
- Upton, Charles H. (1812–1877), US-amerikanischer Politiker
- Upton, David (* 1988), australischer Eishockeyspieler
- Upton, Eben (* 1978), britischer Informatiker
- Upton, Florence K. (1873–1922), britische Zeichnerin und Illustratorin
- Upton, Francis Robbins (1852–1921), US-amerikanischer Physiker und Mathematiker
- Upton, Fred (* 1953), US-amerikanischer Politiker
- Upton, George Putnam (1834–1919), US-amerikanischer Musikkritiker, Musikschriftsteller und Journalist
- Upton, Jason (* 1973), US-amerikanischer christlicher Popmusiker
- Upton, Jim (1940–2017), schottischer Fußballspieler
- Upton, Julia Ann (* 1946), US-amerikanische katholische Theologin
- Upton, Kate (* 1992), US-amerikanisches Model und SchauspielerinKate Upton (* 1992)

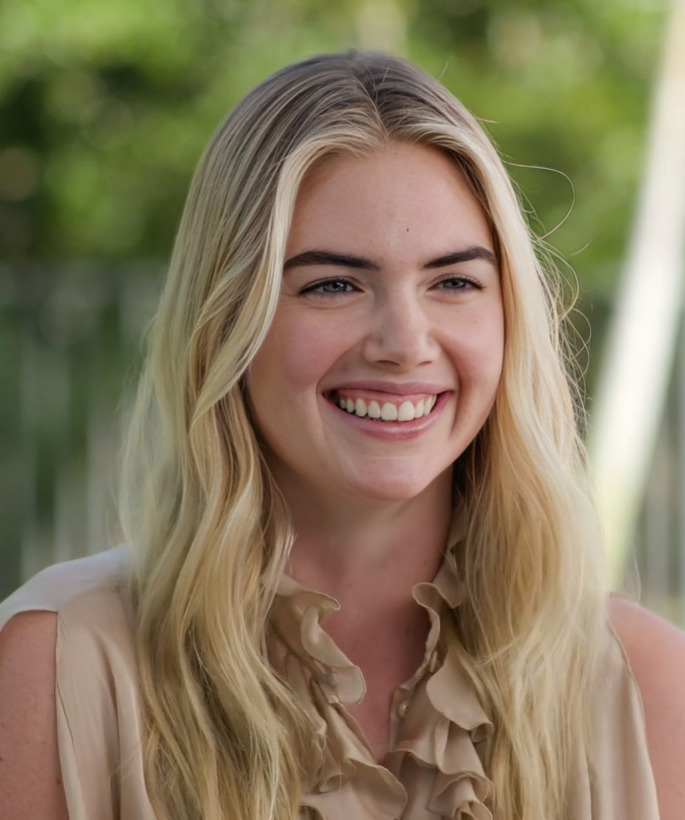
Kate Upton (* 1992)

- Upton, Mary (* 1946), irische Politikerin
- Upton, Pat (1944–1999), irischer Politiker
- Upton, Robert W. (1884–1972), US-amerikanischer Politiker (Republikanische Partei)
- Uptown, Trisha (* 1979), US-amerikanische Pornodarstellerin

### Upw
- Upward, Edward (1903–2009), britischer Schriftsteller